# Armoiries de Terre-Neuve-et-Labrador
Les armoiries de Terre-Neuve-et-Labrador furent octroyées par le Roi Charles Ier d'Angleterre le 1er janvier 1637 à David Kirke, gouverneur de Terre-Neuve de 1638 à 1651. En 1928, elles furent redécouvertes et adoptées officiellement comme les armoiries du Dominion de Terre-Neuve. 

## Description
Elles sont composées d'un champ de gueules avec une croix d'argent en son centre ; dans les quarts supérieur et inférieur droit gauche, on peut voir deux lions dorés ; dans les quarts supérieur droit et inférieur gauche deux licornes d'argent. Les armoiries sont soutenues par deux indigènes de la tribu Beothuk, portant un arc et une flèche. Les armoiries sont surmontées d'une chimère en forme d'orignal. À la base des armoiries apparait la légende Quaerite prime Regnum Dei (Cherchez d'abord le royaume de Dieu).

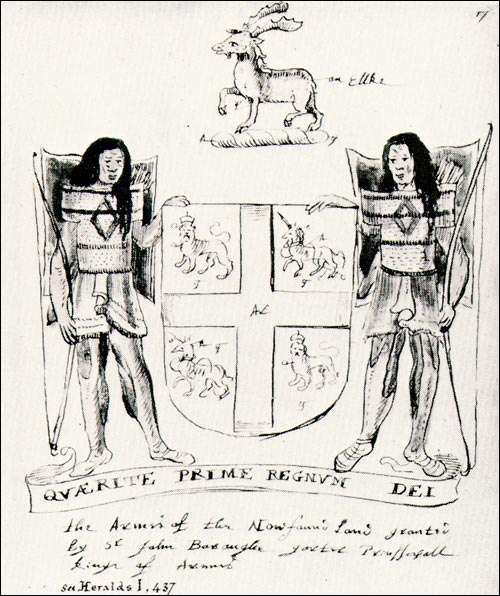
Esquisse